# Varujan Vosganian
Varujan Vosganian, orm. Վարուժան Ոսկանյան, trb. Warużan Woskanian (ur. 25 lipca 1958 w Krajowie) – rumuński ekonomista, polityk, pisarz i poeta pochodzenia ormiańskiego. Minister gospodarki i handlu (2007), minister gospodarki i finansów (2007–2008), minister gospodarki (2012–2013), długoletni parlamentarzysta.

## Życiorys
W 1982 ukończył studia na wydziale handlu Akademii Studiów Ekonomicznych w Bukareszcie, w 1991 został absolwentem wydziału matematyki Uniwersytetu Bukareszteńskiego. W 1998 otrzymał stopień doktora nauk ekonomicznych. Pracował jako ekonomista i publicysta periodyków ekonomicznych, a także jako dyrektor czasopisma kulturalnego społeczności ormiańskiej „Ararat”.
W 1990 został przewodniczącym Związku Ormian w Rumunii (UAR). Z ramienia tej organizacji do 1996 przez dwie kadencje sprawował mandat posła do Izby Deputowanych, przewodniczył klubowi poselskiemu mniejszości narodowych. W 1996 stanął na czele nowo powstałej Partii Alternatywy Rumunii, przekształconej w 1999 w Związek Sił Prawicy. Do 2001 kierował tym ugrupowaniem, od 1999 wspólnie z Adrianem Iorgulescu.
Od 1996 do 2000 był senatorem z ramienia Rumuńskiej Konwencji Demokratycznej. Dołączył później do Partii Narodowo-Liberalnej. W 2004 powrócił do Senatu, z powodzeniem ubiegał się o reelekcję w 2008 i w 2012. W 2016 z listy Sojuszu Liberałów i Demokratów uzyskał mandat posła do Izby Deputowanych.
W październiku 2006 został przedstawiony jako rumuński kandydat na komisarza europejskiego. W niektórych mediach pojawiły się wówczas informacje, jakoby był współpracownikiem komunistycznej służby specjalnej Securitate. Informacji tej zaprzeczyła Krajowa Rada Badań Archiwów Securitate (CNSAS), jednakże kandydatura Varujana Vosganiana została wycofana. W styczniu 2007 objął natomiast stanowisko ministra gospodarki i handlu w gabinecie Călina Popescu-Tăriceanu. Od kwietnia 2007 do grudnia 2008 był ministrem gospodarki i finansów w tym samym rządzie. W grudniu 2012 został ministrem gospodarki w rządzie Victora Ponty. Zrezygnował w październiku 2013, jego dymisja wiązała się ze złożonym w poprzednim miesiącu przez instytucję śledczą DIICOT wnioskiem o wszczęcie postępowania karnego w związku z zarzutami działania na szkodę gospodarki narodowej w latach 2007–2008.

## Działalność literacka i publicystyczna

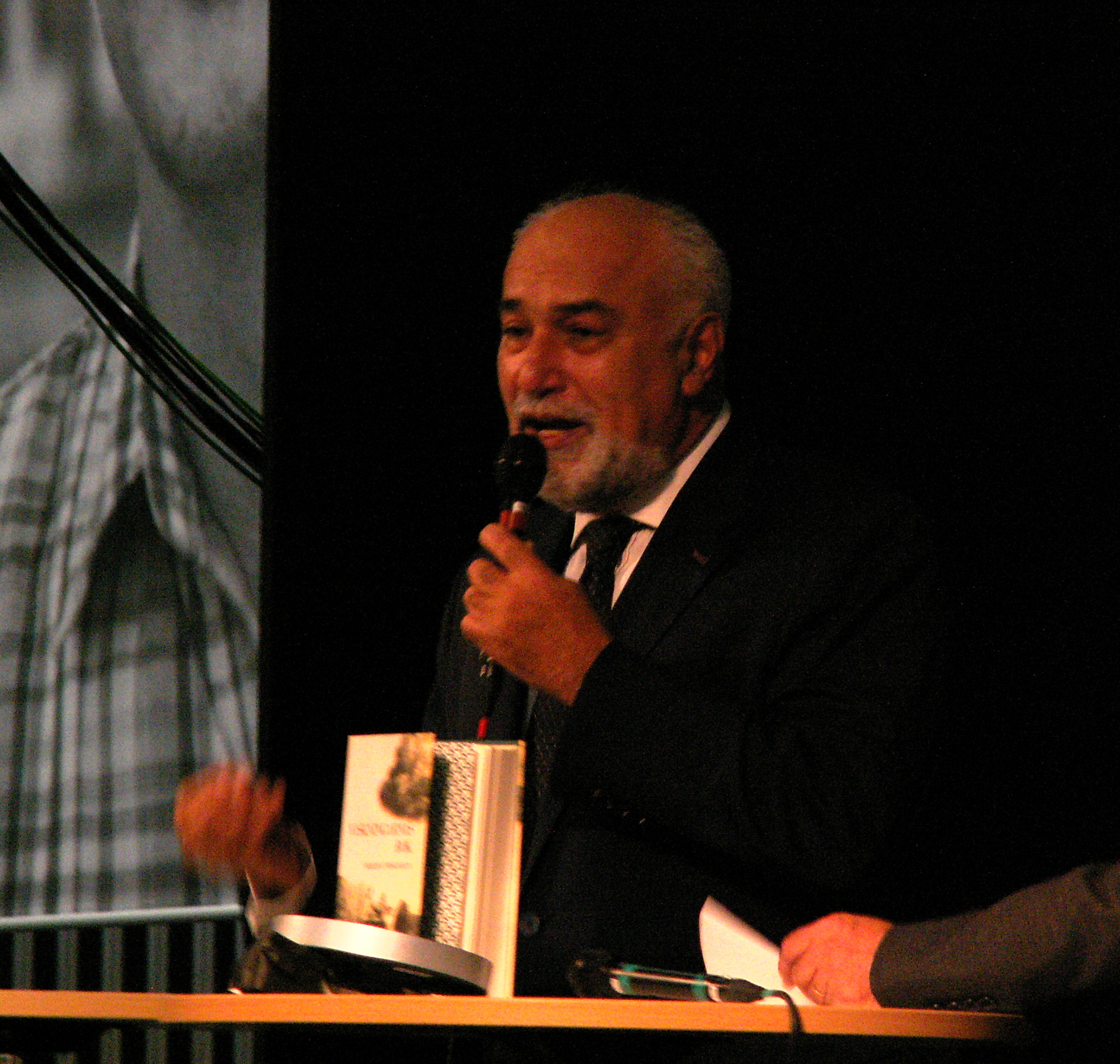
Varujan Vosganian podczas targów książki Göteborg Book Fair (2013)

Autor literatury pięknej. W 1994 debiutował tomem poezji Șamanul albastru oraz prozą Statuia Comandorului. W 2005 został pierwszym wiceprezesem związku pisarzy Uniunea Scriitorilor din România. Cartea șoaptelor była jego pierwszą powieścią, ukazała się nakładem wydawnictwa Polirom w 2009 i została przetłumaczona na liczne języki obce. W 2016 za tę książkę (w polskim tłumaczeniu Joanny Kornaś-Warwas pt. Księga szeptów) otrzymał Literacką Nagrodę Europy Środkowej „Angelus” oraz Nagrodę Czytelników im. Natalii Gorbaniewskiej.
W 2012 i 2013 trzy kraje (Rumunia, Armenia i Izrael) proponowały Varujana Vosganiana jako kandydata do Nagrody Nobla. Jest również autorem publikacji ekonomicznych (w tym trzech książek).

## Wybrane książki
- Șamanul Albastru – wiersze, Wyd. „Ararat”, Bukareszt 1994, ISBN 973-96682-1-6.
- Statuia Comandorului – opowiadania, Wyd. „Ararat”, Bukareszt 1994, ISBN 973-96682-3-2.
- Ochiul cel alb al Reginei – wiersze, Wyd. „Cartea Românească”, Bukareszt 2001, Chicago 2002, ISBN 973-23-0962-8 (wyróżnienie The American Literary Translators Association).
- Portret de femeie – wiersze, Wyd. „Dacia”, Kluż-Napoka 2004, ISBN 978-973-35-1933-1.
- Iisus cu o mie de brațe – wiersze, Wyd. „Dacia”, Kluż-Napoka 2004, ISBN 973-35-1932-4.
- Cartea șoaptelor – powieść, Wyd. „Polirom”, Jassy 2009, ISBN 978-973-46-0887-4 (wyd. w jęz. pol.: Księga szeptów, „Książkowe Klimaty”, Wrocław 2015, ISBN 978-83-64887-31-4).
- Jocul celor o sută de frunze și alte povestiri – powieść, Wyd. „Polirom”, Jassy 2013, ISBN 978-973-46-3833-8.